# Melisa Teo
Melisa Teo, née le 5 février 1975, est une photographe singapourienne vivant et travaillant à Paris. Son travail s'est initialement focalisé sur la religion mais porte désormais sur la nature.

## Carrière
De 2008 à 2011, Teo a documenté son voyage en Asie et en Amérique latine, tout en tentant de comprendre la spiritualité et le rôle du divin à travers la religion et la foi. Il en a résulté un ouvrage Dark Light croisé avec le photographe franco-iranien Abbas et un livre Light From Within,,, (Canvas, Singapour, 2012)/Lumière Surgie de l'Intérieur (Les Éditions du Pacifique, Paris, 2012).
En 2013, Teo a participé au projet 7 Days in Myanmar (Editions Didier Millet, 2014) / Birmanie: 7 Jours au Myanmar par 30 photographes (Les Éditions du Pacifique, 2013) un projet de livre et multimédia avec 30 photographes, chacun documentant une région différente du Myanmar au cours des sept mêmes journées.
De 2014 à 2016, elle a poursuivi ce voyage du Vietnam au Laos, de Taiwan à Israël, du Maroc à la France, à la recherche de la spiritualité dans les rites et rituels religieux de la vie quotidienne. Un travail réuni sous le titre The Light Beyond,,,,(La Lumière au-delà).
La même année, avec le projet Eden,, Teo se consacre à la nature comme thème central de son travail. D’abord à Singapour et à Paris, puis à partir de 2017, auprès des chamans à Tuva, en Sibérie.
De 2018 à 2019, elle a tourné son appareil photo vers les arbres de Paris, en cherchant le rapport intuitif de l'homme avec la nature. Son travail publié en France en 2020 sous le titre Les Arbres de Paris,,,,,,,,,(Les Éditions du Pacifique, Paris, 2020), est préfacé par l'auteur français Sylvain Tesson,,. Elle gère également le Fonds Abbas Photos qui protège, préserve et promeut l'œuvre et le patrimoine du photographe Abbas, décédé en 2018,,.
En 2022, son travail et sa vie à Paris ont fait l’objet d’un film documentaire Find Me A Singaporean.
En 2023, elle était membre du jury du Prix de la photographie politique décerné par l'Assemblée nationale-LCP,.
Avant d'être photographe, Teo travaillait dans l'édition à Singapour.

## Publications
- (en) Abbas, Darklight : a joint exhibition / by Abbas/Magnum & Melisa Teo., Singapore, 2902 Gallery, 2011 (ISBN 978-9-81089-793-2), p. 44
- (en) Melisa Teo, Light from within, Singapore, Canvas, 2012 (ISBN 978-981-07-2045-2), p. 136
- Melisa Teo, Lumière Surgie de l'Intérieur, Paris, Les Editions du Pacifique, Paris, 2012 (ISBN 978-2-87868-164-2), p. 136 (édition française de Light From Within)
- (en) John Falconer, Denis Gray, Dr Thaw Kaung, Patrick Winn, Nicholas Grossman, 7 days in Myanmar : a portrait of Burma by 30 great photographers, Singapore, Editions Didier Millet, 2014 (ISBN 978-9-81438-570-1), p. 276
- The Light Beyond (catalogue d'exposition), texte de Parisa Reza (The Arts House, Singapour, 2016)
- Melisa Teo, Les Arbres de Paris, de préface Sylvain Tesson, Paris, Les Editions du Pacifique, Paris, 2020 (ISBN 978-2-87868-263-2), p. 96

## Expositions individuelles
- 2012 : 
  - Light From Within, la galerie Cathay, Singapour
  - Light From Within, la galerie JAS, Paris
- 2016 : 
  - The Light Beyond, The Arts House, Singapour
  - Eden, la galerie Chan + Hori Contemporary, Singapour[33],[12],[13]

- 2020-2021: 
  - Les Arbres de Paris, la galerie, Alliance Française de Singapour, dans le cadre du festival Voilah!

- 2022:
  - Les Arbres de Paris/巴黎的树, Musée d’art de la Tour de la Grue Jaune, Wuhan, Chine, dans le cadre du Festival de Croisements
  - Les Arbres de Paris/巴黎的树, Musée d’art Le Chalet, Wuhan, Chine
- 2024:
  - Les Arbres de Paris/The Trees of Paris, Sorbonne University, Paris

## Expositions collectives
- 2011 : Dark Light avec le photographe Abbas, 2902 Gallery, Singapour
- 2013 : Birmanie: 7 Jours au Myanmar par 30 grands photographes, Chatrium Yangon, Myanmar
- 2017 : Art Stage, la galerie Marc de Puechredon Bâle, Singapour
- 2022: Look Up, Intersections Gallery, l’EHL, Singapour

## Filmographie
- 2022:  Find Me a Singaporean, Ep. 6 (produit par Threesixzero Productions et diffusé sur Channel U)